# Elysia catulus
Elysia catulus är en snäckart som först beskrevs av Gould 1870.  Elysia catulus ingår i släktet Elysia och familjen sammetssniglar. Inga underarter finns listade i Catalogue of Life.